# According to Jim
According to Jim foi uma série de televisão produzida nos Estados Unidos da América pela rede de televisão ABC. No Brasil foi exibida pelo SBT (sob o título de O Jim É Assim) e pelo Sony Entertainment Television. Em Portugal é emitida pela Fox Life com o nome "O Mundo de Jim".

## História
O primeiro show foi ao ar após a surpreendente comédia My Wife and Kids e desenvolveu rapidamente um público próprio. Para a sua segunda temporada, a ABC colocou em sua linha de terça-feira, que também incluiu "8 Simple John Ritter's Rules", "Life Bonnie Hunt's with Bonnie" e "Less Than Perfect". Semana após semana, o show atraiu mais espectadores e mais, tornando-se sitcom da ABC, segundo mais visto. O show realizado tão bem que a rede fez uma jogada arriscada: Jim colocar em frente ao rolo compressor da NBC Frasier. Apesar de Jim não vencer a competição, ele executou bem o suficiente para assegurar-se de que lugar na programação de outono de 2003.
Em 15 de maio de 2007, foi anunciado que According to Jim não seria renovado para mais uma temporada. O presidente da ABC Entertainment, Stephen McPherson disse: "Estamos conversando com o estúdio para ver se há algo financeiramente, um negócio que faria sentido para nós". Mas, em 27 de junho de 2007, a ABC renovou o show para uma sétima temporada com 18 episódios.
According to Jim retornou a programação da ABC, na terça-feira 1 de janeiro de 2008 com dois episódios em 9 e 9:30. Apesar da greve dos roteiristas, a ABC anunciou que o show iria produzir todos os 18 episódios encomendados para esta temporada.
Em 27 de fevereiro de 2008, foi noticiado que o ABC estava perto de renovar acordo com Jim para uma oitava temporada. Em 13 de maio de 2008, a ABC renovou oficialmente a série e a oitava temporada começou em 2 de dezembro de 2008. Kimberly Williams-Paisley (Dana) deixou o elenco regular da série, no início desta temporada, fazendo apenas a aparência de um convidado no final da temporada.
Em dezembro de 2008, a co-estrela Larry Joe Campbell (Andy), disse que os sets de filmagem haviam sido destruídos, o que indica que a série foi cancelada, mas que o final da série foi gravado. Após os primeiros seis episódios da primeira temporada foi ao ar em todos os 8 de Dezembro, According to Jim voltou a cronograma do ABC em 14 de abril de 2009 para o final de 12 episódios. O final da série According to Jim foi exibido em 2 de junho de 2009 no ABC, e foi intitulado "Heaven Opposed to Hell".
Em 28 de setembro de 2009, According to Jim juntou-se a TBS as 4h e 4h30, na sequência de House of Payne e levando em Friends.

### Sinopse
Conhecido por seus papéis cômicos no cinema, James Belushi agora diverte seus fãs em sua série "According to Jim". Jim (James Belushi) é um tradicional e orgulhoso pai de família, casado com a atraente Cheryl (Courtney Thorne-Smith).
Apesar das brigas pelos motivos mais fúteis, eles sabem que são loucos um pelo outro, e que esse casamento irá durar para sempre
Ele é um pai suburbano abrasivo, mas adorável. Muito parecido com o seu homólogo da vida real, o personagem de Jim é mostrado como um fã de música blues, assim como o Chicago Bears, Chicago Cubs, Chicago Bulls, e o Chicago Blackhawks. Junto com sua esposa Cheryl  eles têm cinco filhos - Ruby, Gracie, Kyle e, posteriormente, Jonathan e Gordon. Ao longo de seu funcionamento, o sobrenome da família nunca foi revelado.
Jim, muitas vezes encontra-se em situações confusas porque a preguiça inclina-o a procurar formas alternativas de fazer as coisas com menos esforço. Enquanto o irmão de Cheryl, Andy (Larry Joe Campbell) pode ser o melhor amigo de Jim, sua irmã Dana (Kimberly Williams-Paisley) frequentemente antipatiza com o cunhado.
Cheryl é uma mãe carinhosa, apaixonada e honesta, e apesar de dizer o contrário, ela adora as atitudes infantis de seu marido e faz de tudo para agradá-lo.
Mas Cheryl também tem o duro trabalho de apartar algumas brigas entre Jim e sua irmã Dana, que acaba de ser demitida de uma firma de relações públicas, e que ainda está atrás do homem ideal. E espera que ele seja bem diferente do seu cunhado.

## Elenco

### Principal
- Jim Belushi - Jim
- Courtney Thorne-Smith - Cheryl
- Kimberly Williams-Paisley - Dana (Temporada 1-7, frequentemente apareceu na temporada 8)
- Larry Joe Campbell - Andy Larry Joe Campbell - Andy
- Taylor Atelian - Ruby Taylor Atelian - Ruby
- Billi Bruno - Gracie Billi Bruno - Gracie
- Conner Rayburn - Kyle (Temporada 4-8)

### Co-estrelando
- Mitch Rouse - Ryan (Temporada 4-6, 8)
- Mo Collins - Emily (Temporada 7-8)
- Jackie Debatin - Mandy (Temporada 8)

## Personagens

### Jim
- Intérprete: Jim Belushi

Jim trabalha como construtor e divide o escritório com seu cunhado, o arquiteto Andy. Os dois compartilham da mesma paixão pela música, e tocam com sua banda de blues na garagem da casa de Jim. E, juntos, eles dominam a arte de irritar Cheryl e Dana com suas atitudes infantis e uma mania de sempre tirar vantagem das situações.

### Cheryl
- Intérprete: Courtney Thorne-Smith

Cheryl é uma mãe carinhosa, apaixonada e honesta. Apesar de dizer o contrário, ela adora as atitudes infantis de seu marido e faz de tudo para agradá-lo.

### Andrew
- Intérprete: Larry Joe Campbell
- Alcunha que deu a si mesmo: Andyman

Andy é o cunhado de Jim e o seu grande companheiro – tanto no trabalho como na arte de irritar Cheryl. Inseguro, Andy não tem muita sorte no amor. Ele é chamado de Andy por todos excepto pela sua mãe.

### Dana Gidson
- Intérprete: Kimberly Williams Pasley

Dana parece ser a única a enfrentar Jim. A irmã de Cheryl não aguenta o cunhado e cabe à loira apartar as brigas entre os dois. Dana está à procura do homem ideal e espera que ele seja bem diferente de seu Jim.

### Gracie
- Intérprete: Billi Bruno

Gracie é, junto com a Ruby, a princesinha do papá.

### Ruby
- Intérprete: Taylor Atelian

Ruby é a filha mais velha de Jim e tem deixado o seu pai de cabelo em pé com as suas mudanças da pré-adolescência.

### Kyle
- Intérprete: Conner Rayburn

Kyle, o único filho de Jim, é quem sobrou para receber as instruções "sábias" do seu pai – mesmo sendo apenas uma criança.

## Classificação da televisão Americana
Rankings temporadas (com base na média total de espectadores por episódio) de According to Jim no ABC.
Nota: Cada temporada da rede de televisão dos E.U.A. começa no final de Setembro e termina no final de Maio, que coincide com a realização de varreduras de Maio.
Nota: A temporada 8 em Portugal, só estreou no dia 4 de Maio de 2010, uma coisa interessante visto que a série estreou em 2008.
| Temporada | Data de Estreia        | Data de Fim        | Ano       | Classificação | Telespectadores (em milhões) |
| --------- | ---------------------- | ------------------ | --------- | ------------- | ---------------------------- |
| Primeira  | 3 de outubro de 2001   | 15 de maio de 2002 | 2001-2002 | #55           | 10.00                        |
| Segunda   | 1 de outubro de 2002   | 20 de maio de 2003 | 2002-2003 | #49           | 10.60                        |
| Terceira  | 23 de setembro de 2003 | 25 de maio de 2004 | 2003-2004 | #51           | 9.93                         |
| Quarta    | 21 de setembro de 2004 | 17 de maio de 2005 | 2004-2005 | #46           | 10.07                        |
| Quinta    | 20 de setembro de 2005 | 2 de maio de 2006  | 2005-2006 | #90           | 6.70                         |
| 6th       | 3 de janeiro de 2007   | 16 de maio de 2007 | 2006-2007 | #121          | 6.65                         |
| Sétima    | 1 de janeiro de 2008   | 27 de maio de 2008 | 2007-2008 | #171          | 4.58                         |
| Oitava    | 2 de Dezembro de 2008  | 2 de Junho de 2009 | 2008-2009 | #149          | 4.51                         |

| Episódio # | Título                               | Exibição Original      | Horário                    | Telespectadores (m) |
| ---------- | ------------------------------------ | ---------------------- | -------------------------- | ------------------- |
| 1          | "The Blankie"                        | 2 de dezembro de 2008  | Terça-feira, 9h            | 6.15                |
| 2          | "The New Best Friend"                | 2 de dezembro de 2008  | Terça-feira, 9h30m         | 5.51                |
| 3          | "Jamie McFame"                       | 9 de dezembro de 2008  | Terça-feira, 9h            | 5.05                |
| 4          | "Andy's Proposal"                    | 9 de dezembro de 2008  | Terça-feira, 9h30m         | 5.34                |
| 5          | "Two for the Money"                  | 16 de dezembro de 2008 | Terça-feira, 9h            | 5.13                |
| 6          | "Cabin Boys"                         | 30 de dezembro de 2008 | Terça-feira 9h30m          | 3.77                |
| 7          | "The Ego Boost"                      | 14 de abril de 2009    | Terça-feira 8:00           | 4.70                |
| 8          | "The Yoga Bear"                      | April 14, 2009         | Terça-feira 8:30           | 4.25                |
| 9          | "Kyle's Crush"                       | 21 de abril de 2009    | Terça-feira 8:00           | 3.73                |
| 10         | "The Meaningful Gift"                | 21 de abril de 2009    | Terça-feira 8:30           | 3.71                |
| 11         | "The Daddy Way"                      | 28 de abril de 2009    | Terça-feira 8:00           | 3.43                |
| 12         | "Physical Therapy"                   | 28 de abril de 2009    | Terça-feira 8:30           | 3.71                |
| 13         | "The Cooler One"                     | 12 de maio de 2009     | Terça-feira 8:00           | 3.94                |
| 14         | "Happy Jim"                          | 12 de maio de 2009     | Terça-feira 8:30           | 3.90                |
| 15         | "King of the Nerds"                  | 26 de maio de 2009     | Terça-feira 8:00           | 3.87                |
| 16         | "I Hate the High Road"               | 26 de maio de 2009     | Terça-feira 8:30           | 3.87                |
| 17         | "Diamonds are a Ghoul's Best Friend" | 2 de junho de 2009     | Terça-feira 8:00 4.10 [25] | 4.10                |
| 18         | "Heaven Opposed to Hell"             | 2 de junho de 2009     | Terça-feira 8:30           | 4.10                |

## Lançamento em DVD
A Lionsgate Home Entertainment (sob licença da ABC Studios) liberou a 1ª Temporada de According to Jim em DVD na Região 1, em 21 de outubro de 2008.

## Exibições ao redor do mundo
- Estados Unidos: According to Jim (ABC, KTLA, TBS)
- Albânia: Jeta sipas Xhimit (TV Klan)
- Predefinição:AL: According to Jim (MBC 4, Fox)
- Austrália: According to Jim (Seven Network, FOX8)
- Áustria: Jim hat immer Recht! (ORF1)
- Bélgica: According to Jim (VT4)
- Brasil: O Jim é Assim (SBT, Sony Entertainment Television)
- Bulgária: Питайте Джим (Ask Jim) (GTV)
- Canadá: According to Jim (CTV, OMNI 1, Citytv)
- Croácia: Svijet prema Jimu (Croatian Radiotelevision, Nova TV)[14]
- Dinamarca: According to Jim (TV3+)
- Finlândia: Perheen kalleudet (MTV3)
- Alemanha: Immer wieder Jim (RTL II, Super RTL)
- Índia: According to Jim (STAR World)
- Israel: החיים לפי ג'ים (HOT family/yes stars Base)
- Itália: La vita secondo Jim (Fox)
- Latin America: According to Jim Sony Entertainment Television)
- Letônia: Džima dēļ (Latvijas Neatkarīgā Televīzija, TV6 Latvia)
- Líbano: According to Jim (Showtime)
- Macau: According to Jim (STAR World)
- Macedônia do Norte: Како ќе каже Џим (A1)
- Maldivas: According to Jim (STAR World)
- Montenegro: Prema Jimu (RTV Atlas)
- Países Baixos: According to Jim (SBS6, Veronica)
- Nova Zelândia: According to Jim (TV2)
- Noruega: According to Jim (TV3 (Norway))
- Paquistão: According to Jim (STAR World)
- Polónia: Jim wie lepiej (Jim knows better) (Comedy Central)
- Portugal: O mundo de Jim (Fox Life)
- Roménia: Vorba lu' Jim (TVR 1)
- Eslováquia: Bláznivý Jimmov život (Markíza)
- Eslovênia: Jimova družina (Kanal A)
- Suíça : La vita secondo Jim (TSI1/RSI La 1)
- Espanha: El mundo según Jim (La Sexta)
- Suécia: Jims Värld (Comedy Central TV3)
- Reino Unido: According to Jim (LIVINGtv)